# Copa de Siria
La Copa de Siria (en inglés: Syrian Cup) es una competición anual de fútbol de Siria. La competición fue fundada en 1959. El primer ganador fue el Al-Ahly de Egipto, ya que ese año Egipto y Siria formaban la República Árabe Unida. 
El equipo que más veces ha conquistado el torneo es el Al-Ittihad Aleppo, con diez títulos.

## Sistema de competición
El sistema del torneo es por eliminación directa. Cada eliminatoria se juega a doble partido, excepto la final, en la que se disputa un único partido.
Actualmente hay dos rondas previas de clasificación. En la primera ronda previa de eliminatorias participan 22 equipos, de los cuales pasan a la siguiente ronda 11. Esos once clubes se unen a otros 29, con lo que en la segunda ronda previa hay 40 equipos.
Luego empiezan los dieciseisavos de final, ronda en la que ya participan equipos profesionales. Después de juegan los octavos de final, los cuartos de final, las semifinales y la final.

## Palmarés
| Temporada | Campeón            | Resultado          | Finalista             |                |
| --------- | ------------------ | ------------------ | --------------------- | -------------- |
| 1959-60   | Al-Jaish Damasco   | Final no disputada | Orouba SC Aleppo      |                |
| 1960-61   | Al-Ahly (El Cairo) | 4 - 1              | Al-Majd Damasco       |                |
| 1961-62   | Al-Rmeilan         | 2 - 0              | Al-Shorta Damasco     |                |
| 1962-63   | No hubo torneo     | No hubo torneo     | No hubo torneo        | No hubo torneo |
| 1963-64   | Al-Yarmouk Aleppo  | 3 - 2              | Al-Majd Damasco       |                |
| 1964-65   | Al-Ittihad Aleppo  | 4 - 1              | Barada SC             |                |
| 1965-66   | No hubo torneo     | No hubo torneo     | No hubo torneo        | No hubo torneo |
| 1966-67   | Al-Jaish Damasco   | 5 - 0, 2 - 1       | Al-Ittihad Aleppo     |                |
| 1967-68   | Al-Shorta Damasco  | 1 - 0              | Al-Yarmouk Aleppo     |                |
| 1968-69   | Al-Rmeilan         | 2 - 1              | Al-Shorta Damasco     |                |
| 1969-70   | Al-Maghazel        | 3 - 1              | Al-Jazeera SC         |                |
| 1971-1972 | No hubo torneo     | No hubo torneo     | No hubo torneo        |                |
| 1972-73   | Al-Ittihad Aleppo  | 1 - 0              | Tishreen Latakia      |                |
| 1974-1977 | No hubo torneo     | No hubo torneo     | No hubo torneo        |                |
| 1977-78   | Al-Majd Damasco    | 4 - 1              | Tishreen Latakia      |                |
| 1978-79   | No hubo torneo     | No hubo torneo     | No hubo torneo        |                |
| 1979-80   | Al-Shorta Damasco  | 1 - 0              | Al-Fotuwa             |                |
| 1980-81   | Al-Shorta Damasco  | 1 - 0              | Al-Fotuwa             |                |
| 1981-82   | Al-Ittihad Aleppo  | 2 - 0              | Al-Fotuwa             |                |
| 1982-83   | Al Karamah Homs    | 2 - 1              | Al-Fotuwa             |                |
| 1983-84   | Al-Ittihad Aleppo  | 1 - 0              | Al-Wahda Damasco      |                |
| 1984-85   | Al-Ittihad Aleppo  | 1 - 0              | Al-Fotuwa             |                |
| 1985-86   | Al-Jaish Damasco   | 2 - 1              | Al-Ittihad Aleppo     |                |
| 1986-87   | Al Karamah Homs    | 2 - 1              | Hutteen SC            |                |
| 1987-88   | Al-Fotuwa          | 1 - 0              | Tishreen Latakia      |                |
| 1988-89   | Al-Fotuwa          | 2 - 0              | Al-Ittihad Aleppo     |                |
| 1989-90   | Al-Fotuwa          | 1 - 0              | Al Karamah Homs       |                |
| 1990-91   | Al-Fotuwa          | 1 - 0              | Al Yaqaza Deir ez-Zor |                |
| 1991-92   | Al-Horriya Alepo   | 1 - 0              | Al-Ittihad Aleppo     |                |
| 1992-93   | Al-Wahda           | 4 - 0              | Hutteen SC            |                |
| 1993-94   | Al-Ittihad Aleppo  | 1 - 1 (4-3 pen.)   | Jableh SC             |                |
| 1994-95   | Al Karamah Homs    | 3 - 0              | Hutteen SC            |                |
| 1995-96   | Al Karamah Homs    | 3 - 0              | Jableh SC             |                |
| 1996-97   | Al-Jaish Damasco   | 2 - 0              | Jableh SC             |                |
| 1997-98   | Al-Jaish Damasco   | 5 - 2              | Al Karamah Homs       |                |
| 1998-99   | Jableh SC          | 2 - 2 (3-0 pen.)   | Hutteen SC            |                |
| 1999-00   | Al-Jaish Damasco   | 4 - 1              | Jableh SC             |                |
| 2000-01   | Hutteen SC         | 1 - 0              | Al-Jaish Damasco      |                |
| 2001-02   | Al-Jaish Damasco   | 3 - 0              | Jableh SC             |                |
| 2002-03   | Al-Wahda           | 5 - 3              | Al-Ittihad Aleppo     |                |
| 2003-04   | Al-Jaish Damasco   | 0 - 0 (4-2 pen.)   | Tishreen Latakia      |                |
| 2004-05   | Al-Ittihad Aleppo  | 3 - 1              | Al-Majd Damasco       |                |
| 2005-06   | Al-Ittihad Aleppo  | 3 - 0              | Tishreen Latakia      |                |
| 2006-07   | Al Karamah Homs    | 2 - 1              | Al Taliya Hama        |                |
| 2007-08   | Al Karamah Homs    | 1 - 0              | Al-Ittihad Aleppo     |                |
| 2008-09   | Al Karamah Homs    | 3 - 1              | Al-Majd Damasco       |                |
| 2009-10   | Al Karamah Homs    | 1 - 1 (4-3 pen.)   | Al Nawair Hama        |                |
| 2010-11   | Al Ittihad Aleppo  | 3 - 1              | Al-Wathba             |                |
| 2011-12   | Al-Wahda           | Adjudicado         | -----                 |                |
| 2012-13   | Al-Wahda           | 1 - 0              | Al-Jaish Damasco      |                |
| 2013-14   | Al-Jaish Damasco   | 0 - 0 (4-3 pen.)   | Musfat Banyas         |                |
| 2014-15   | Al-Wahda           | 2 - 0              | Al-Shorta Damasco     |                |
| 2015-16   | Al-Wahda           | 1 - 0              | Al-Jaish Damasco      |                |
| 2016-17   | Al-Wahda           | 2 - 1              | Al Karamah Homs       |                |
| 2017-18   | Al-Jaish Damasco   | 2 - 0              | Al-Shorta Damasco     |                |
| 2018–19   | Al-Wathba          | 1 - 1 (7–6 pen.)   | Al-Taliya             |                |
| 2019–20   | Al-Wahda           | 3 - 1              | Al-Majd               |                |
| 2020–21   | Jableh SC          | 0 - 0 (6–5 pen.)   | Hutteen SC            |                |
| 2021–22   | Al-Ittihad Aleppo  | 0 - 0 (4–3 pen.)   | Al-Wathba             |                |
| 2022–23   | Tishreen SC        | 1 - 0              | Al-Wahda              |                |
| 2023–24   | Al-Fotuwa          | 0 - 0 (5–4 pen.)   | Al-Wahda              |                |

## Títulos por club
| Club                  | Campeón | Subcampeón | Años campeón                                               |
| --------------------- | ------- | ---------- | ---------------------------------------------------------- |
| Al-Ittihad Aleppo     | 10      | 6          | 1965, 1973, 1982, 1984, 1985, 1994, 2005, 2006, 2011, 2022 |
| Al-Jaish Damasco      | 9       | 3          | 1967, 1986, 1997, 1998, 2000, 2002, 2004, 2014, 2018       |
| Al Karamah Homs       | 8       | 3          | 1983, 1987, 1995, 1996, 2007, 2008, 2009, 2010             |
| Al-Wahda Damasco      | 8       | 3          | 1993, 2003, 2012, 2013, 2015, 2016, 2017, 2020             |
| Al-Fotuwa Deir ez-Zor | 5       | 5          | 1988, 1989, 1990, 1991, 2024                               |
| Al-Shorta Damasco     | 3       | 4          | 1968, 1980, 1981                                           |
| Jableh SC             | 2       | 5          | 1999, 2021                                                 |
| Al-Rmeilan            | 2       | -          | 1962, 1969                                                 |
| Tishreen Latakia      | 1       | 5          | 2023                                                       |
| Hutteen Latakia       | 1       | 5          | 2001                                                       |
| Al-Majd Damasco       | 1       | 5          | 1978                                                       |
| Al-Wahtba Homs        | 1       | 2          | 2019                                                       |
| Al-Yarmouk Aleppo     | 1       | 1          | 1964                                                       |
| Al-Ahly (El Cairo)    | 1       | -          | 1961                                                       |
| Al-Maghazel           | 1       | -          | 1970                                                       |
| Al-Horriya Alepo      | 1       | -          | 1992                                                       |
| Al Taliya Hama        | -       | 2          | -----                                                      |
| Barada SC             | -       | 1          | -----                                                      |
| Al-Jazeera SC         | -       | 1          | -----                                                      |
| Al Yaqaza Deir ez-Zor | -       | 1          | -----                                                      |
| Al Nawair Hama        | -       | 1          | -----                                                      |
| Musfat Banyas         | -       | 1          | -----                                                      |